# Parafia Imienia Maryi w Poznaniu
Parafia pw. Imienia Maryi w Poznaniu – parafia rzymskokatolicka znajdująca się w archidiecezji poznańskiej w dekanacie Poznań-Jeżyce.

## Charakterystyka
Terytorialnie obejmuje obszar Smochowic, Krzyżownik i Sytkowa.
Siedziba parafii znajduje się przy ul. Santockiej w Poznaniu.
Parafia została erygowana w 1934. Opiekę duszpasterską sprawują księża zmartwychwstańcy.